# Physalis arborescens
Physalis arborescens ist eine Pflanzenart aus der Gattung der Blasenkirschen (Physalis) in der Familie der Nachtschattengewächse (Solanaceae).

## Beschreibung
Physalis arborescens ist ein 0,5 bis 2 m hoch werdender Strauch mit mehr oder weniger filziger Behaarung aus baumähnlich verzweigten Trichomen. Die Blattspreite ist eiförmig oder rhombisch eiförmig, etwas zugespitzt und ganzrandig bis unregelmäßig mit wenigen Zähnen besetzt oder gelegentlich geschwungen, seltener hervorspringend gezähnt. Die Blattspreite verjüngt sich nach und nach in einen 1 bis 4 cm langen Blattstiel, die Blattspreite selbst misst (6 bis) 9 bis 12 cm in der Länge und (4 bis) 6 bis 8 cm in der Breite. Die Unterseite der Blätter ist dicht mit baumartig- oder sternförmig verzweigten Trichomen besetzt. Die Oberseite ist ähnlich behaart, jedoch nicht so dicht wie die Unterseite.
Die Blüten stehen in achselständigen Büscheln aus drei bis sieben, gelegentlich aber auch einzeln. Die Blüten eines Büschels reifen zu unterschiedlichen Zeiten, oftmals reift daraus auch nur eine einzige Frucht. Der Blütenstiel hat eine Länge von 6 bis 12 mm, verlängert sich an der Frucht jedoch auf 10 bis 15 mm. Der Blütenkelch ist mehr oder weniger krautig, langgestreckt halbkugelförmig oder kurz langgestreckt bis nahezu würfelförmig, 5 bis 7 mm lang und im oberen Teil in etwa 3 mm lange Lappen gespalten. Die Krone ist 8 bis 12 mm lang und deutlich dunkel gefleckt. Die Kronblätter sind bis auf 3 bis 5 mm lange Lappen miteinander verwachsen. Die Staubbeutel sind gelb gefärbt, etwa 4 mm lang und 1,5 mm breit. Sie stehen an etwa 2 mm langen Staubfäden.
Die Frucht ist eine 7 bis 11 mm durchmessende Beere, die von einem sich stark vergrößernden Kelch umgeben ist. Dieser ist dann 2 bis 3,5 cm lang und 1,8 bis 2,5 cm breit und leicht bis dicht mit einfachen, zweigegabelten oder sternförmig gegabelten Trichomen besetzt.

## Verbreitung
Die Art ist in Mexiko in den Bundesstaaten Campeche und Yucatán verbreitet.